# Beruni
Beruni (em usbeque: Beruniy / Беруний; em caracalpaque: Biruniy / Бируний; em russo: Беруни) é uma cidade e distrito do Usbequistão, que faz parte do república autónoma do Caracalpaquistão. No passado chamada Cate (em persa: کاث‎; romaniz.: Kath) ou, em usbeque moderno, Kos, foi a capital da Corásmia durante a dinastia afríguida (305–995). Foi rebatizada em 1957 em homenagem ao polímata medieval Albiruni (Abū Rayḥān al-Bīrūnī), natural da cidade. Antes disso, a cidade mudou várias vezes de nome, tendo-se também chamado Fil e Shobboz.
A cidade tinha 66 100 habitantes de 2018 e o distrito, que tem 8 725 km² de área, tinha 191 358 habitantes em 2020 (densidade: 21,9 hab./km²). Situa-se à beira do deserto Kyzyl Kum, na margem direita (norte) do Amu Dária, que faz fronteira com a moderna província usbequistanesa da Corásmia, cerca de 16 km a nordeste de Urguenche, 50 km a nordeste de Quiva, 150 km a sudeste de Nucus (capital do Caracalpaquistão), 400 km a noroeste de Bucara e 950 km a oeste de Tasquente (distâncias por estrada).
É um polo industrial importante; entre as principais indústrias presentes na cidade destacam-se a de asfalto, tijolos, de algodão, calçado e têxteis.

## História
Cate foi a capital da Corásmia quando esta região foi governada pela dinastia afríguida, a partir de 305 d.C., substituindo como capital Toprak-Kala (em caracalpaque: Topıraq qala; em usbeque: Tuproqqalʼa), situada menos de 40 km a norte.
Em 1962, cinco anos após ter sido batizada Beruni, recebeu o estatuto de cidade. Em 1969 houve cheias no rio Amu Dária que provocaram estragos graves em vários edifícios da cidade, os quais forma rapidamente reparados.

## Clima
O clima de Beruni é do tipo árido frio (classificação de Köppen-Geiger ''BWk), com fortes influências continentais. Os invernos são frios e os verões quentes, com temperaturas que podem variar entre os -15 e -20  °C em janeiro e 38 °C em julho.
| Dados climatológicos para Beruni | Dados climatológicos para Beruni | Dados climatológicos para Beruni | Dados climatológicos para Beruni | Dados climatológicos para Beruni | Dados climatológicos para Beruni | Dados climatológicos para Beruni | Dados climatológicos para Beruni | Dados climatológicos para Beruni | Dados climatológicos para Beruni | Dados climatológicos para Beruni | Dados climatológicos para Beruni | Dados climatológicos para Beruni | Dados climatológicos para Beruni |
| Mês                              | Jan                              | Fev                              | Mar                              | Abr                              | Mai                              | Jun                              | Jul                              | Ago                              | Set                              | Out                              | Nov                              | Dez                              | Ano                              |
| -------------------------------- | -------------------------------- | -------------------------------- | -------------------------------- | -------------------------------- | -------------------------------- | -------------------------------- | -------------------------------- | -------------------------------- | -------------------------------- | -------------------------------- | -------------------------------- | -------------------------------- | -------------------------------- |
| Temperatura máxima média (°C)    | 2                                | 6                                | 13                               | 22                               | 29                               | 35                               | 36                               | 35                               | 28                               | 21                               | 11                               | 4                                | 20,2                             |
| Temperatura mínima média (°C)    | −7                               | −4                               | 1                                | 9                                | 15                               | 20                               | 22                               | 19                               | 13                               | 6                                | 0                                | −5                               | 7,4                              |
| Fonte: World Weather Online      |                                  |                                  |                                  |                                  |                                  |                                  |                                  |                                  |                                  |                                  |                                  |                                  |                                  |